# Our Band Could Be Your Life
Our Band Could Be Your Life: Scenes from the American Indie Underground, 1981-1991 je kniha amerického spisovatele Michaela Azerrada, která vyšla v roce 2001. Kniha je o vybraných amerických hudebních skupinách, které sice nikdy nedosáhly úspěchu v masovém měřítku, ale spoluutvářely četné proudy alternativního rocku jako hardcore či grunge.
Kniha obsahuje 13 kapitol, kdy je každá zaměřena na jednotlivou skupinu. Seznam kapitol:
- Black Flag
- The Minutemen
- Mission of Burma
- Minor Threat
- Hüsker Dü
- The Replacements
- Sonic Youth
- Butthole Surfers
- Big Black
- Dinosaur Jr
- Fugazi
- Mudhoney
- Beat Happening